# 高亭宇
高亭宇（1997年12月15日—），黑龙江伊春人，中国男子速度滑冰运动员，主攻短距离项目。

## 个人经历

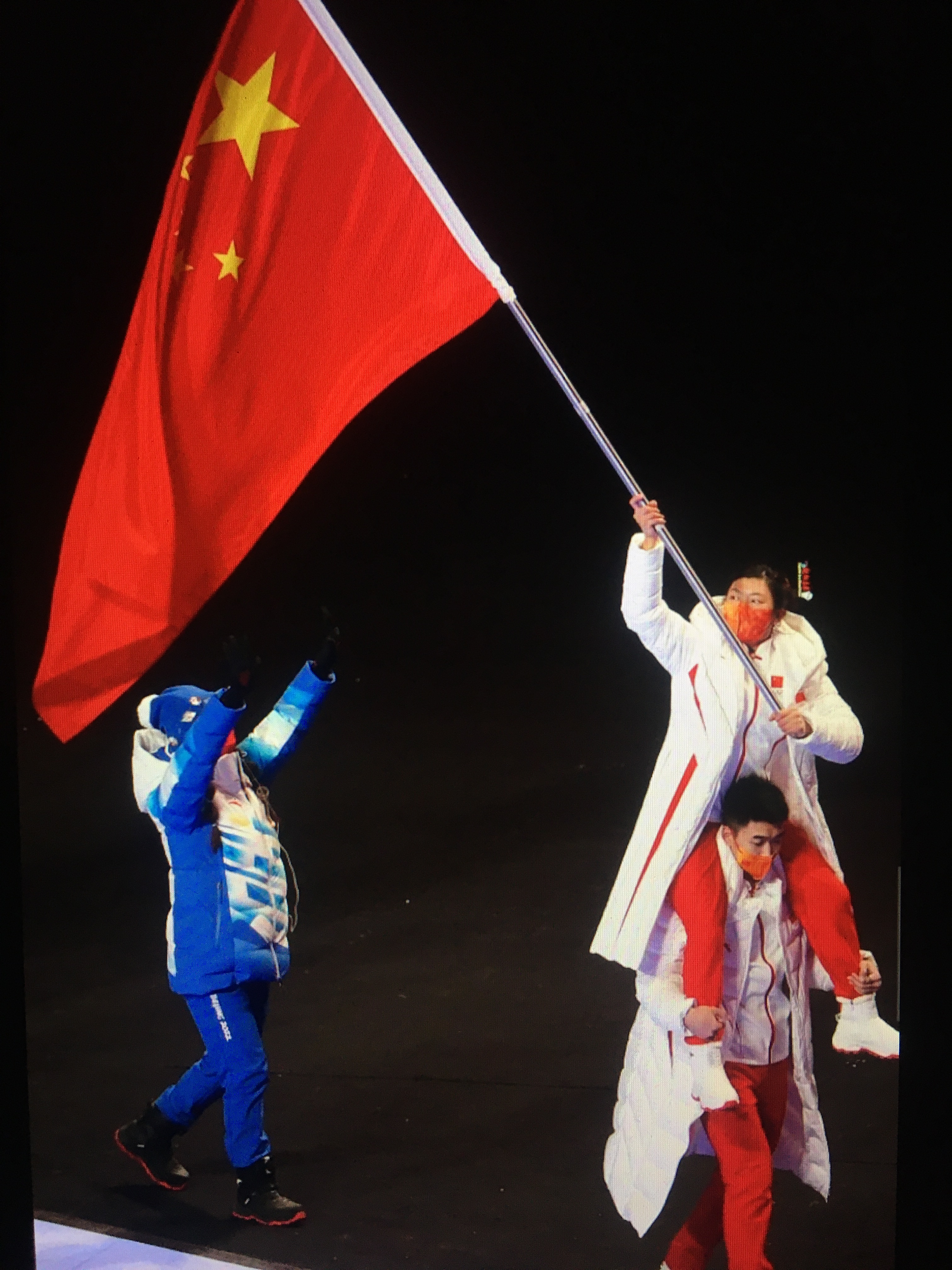
2022年北京冬奥会闭幕式（下）作为中国代表团旗手（与徐梦桃一起担任）。

他8岁时开始练习滑冰。11岁时被教练刘德光发掘，随后他进入牡丹江冬季项目训练中心并在那里接受训练。2011年，他入选黑龙江省速度滑冰队，五年后，他入选中国国家队。2017年1月，高亭宇获得国家体育总局授予的国际级运动健将称号提名。2022年，高亭宇与赵丹在北京冬奥会开幕式上担任中国代表团旗手。同年2月12日，高亭宇以34.32秒的成绩奪得北京冬季奧運會男子速度滑冰500米金牌并创造新的奥运会纪录，成为首个夺得冬奥会速度滑冰冠军的中国男运动员，以及中华人民共和国1979年获国际奥委会承认以来第一位担当奥运会开幕式旗手后在该届奥运会获得金牌的运动员（包括中国参加的历届冬奥会和夏奥会，2年后花样游泳运动员冯雨成为夏奥会第一名担任开幕式旗手后于当届奥运夺金的中国选手）。他亦凭借在北京冬奥会的出色表现，与同样在本届冬奥会摘金的徐梦桃一起成为闭幕式中国代表团旗手，為中國代表團首位於同一屆奧運會同時擔任開幕及閉幕禮持旗手的運動員。
2022年4月8日被国务院评为北京冬奥会、冬残奥会突出贡献个人。